# Mühlkreis Autobahn
Mühlkreis Autobahn – autostrada nr A 7 w Górnej Austrii w ciągu trasy europejskiej E55. 
Arteria łączy Linz z projektowaną drogą ekspresową S10 i dalej z Czechami. Autostrada jest jedną najruchliwszych dróg Austrii. Według planów miała biec do granicy z Czechami, ale zamiary te porzucono. Aby zredukować uciążliwość autostrady dla mieszkańców centrum Linzu, w latach 2005-2007 autostrada została częściowo przeniesiona do dwóch tuneli (długość 1062 m i 580 m).